# Opisthorchis felineus
Douve du foie du chat
Espèce
Opisthorchis felineus ou la douve du foie du chat est une espèce de parasites trématodes de petite taille qui infecte le foie des mammifères. Il est responsable de l'opisthorchiase, une trématodose d’origine alimentaire figurant sur la liste des maladies tropicales négligées.

## Découverte
Il a été découvert pour la première fois en 1884 dans le foie d'un chat par Sebastiano Rivolta en Italie. En 1891, le scientifique russe K. N. Vinogradov l'a trouvé chez un humain, et a donné au parasite le nom de « douve du foie sibérienne ». En 1931, l’helminthologiste Hans Vogel de Hambourg publie un traité de médecine décrivant le cycle biologique d'Opisthorchis felineus.

## Morphologie
L'adulte, petit (10 mm), lancéolé, est brun-rouge et translucide.

## Cycle biologique

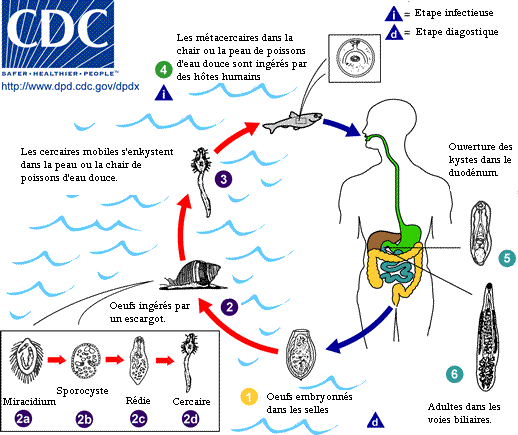
Cycle biologique dOpisthorchis spp.

Les premiers hôtes intermédiaires du parasite sont des escargots d'eau douce, en particulier du genre Bithynia. Les deuxièmes hôtes intermédiaires sont des poissons d'eau douce, en particulier Cyprinidae.
Les hôtes définitifs sont des mammifères qui mangent des poissons tels que les chats et les humains. Le renard, Canis lupus, la loutre d'Europe, l'hermine, la belette d'Europe, le putois, le chien viverrin et le porc domestique sont des hôtes définitifs de Opisthorchis felineus.

## Chez l'humain
Chez l'humain, Opisthorchis felineus provoque l'opisthorchiase. L'humain devient infesté en consommant du poisson cru ou insuffisamment cuit. Le parasite infeste alors les voies biliaires.

### Symptômes
Le développement d'Opisthorchis felineus dans les canaux biliaires est responsable de la distomatose hépatique euro-asiatique, semblable à la distomatose hépatique d'Extrême-Orient (voir Clonorchis sinensis).
L'opisthorchiase se présente sous plusieurs formes dont le degré de sévérité couvre toute la gamme qui va de l'infection asymptomatique à la maladie grave. La gravité de l’atteinte du patient dépend de la précocité du dépistage et du traitement.
L'opisthorchiase peut atteindre le foie, le pancréas, et la vésicule biliaire. En l’absence de traitement précoce, l'opisthorchiase peut provoquer une cirrhose et augmenter le risque de cancer du foie, mais elle peut être asymptomatique chez les enfants.
Les symptômes de l'infection sont la fièvre, un malaise général, une éruption cutanée, et des troubles gastro-intestinaux. Une anémie sévère et des lésions hépatiques peuvent également se manifester chez la personne infectée pendant 1 à 2 mois.

### Diagnostic
Le diagnostic passe par la recherche d'œufs caractéristiques (en amphore étroite, de 28 sur 12 micromètres, dépourvus de pointe à l'arrière) dans le liquide duodénal ou dans les selles.

### Traitement
L'opisthorchiase par Opisthorchis felineus est généralement traitée par du praziquantel.

### Prévention
Plusieurs efforts de prévention de l'opisthorchiase par Opisthorchis felineus existent. Ils reposent sur l'administration massive de médicaments, ainsi que par l'éducation des populations à risques sur l'importance de la cuisson suffisante du poisson.